# Лілі Поттер
Лілі Поттер (січень 1960 — 31 жовтня 1981) — персонаж серії романів англійської письменниці Джоан К. Роулінг. Маглонароджена чарівниця, рідна сестра Петунії Дурслі, дружина Джеймса Поттера, мати Гаррі Поттера. Навчалася на факультеті Грифіндор в Гоґвортсі, член першого складу Ордена Фенікса. Дошлюбне прізвище — Еванс (у книжках Роулінг не називає повного імені Лілі)

## Дитинство
В дитинстві мешкала в родині маґлів недалеко від вулички Прядильний кінець.
Магічні здібності проявилися доволі рано. Дівчинка активно почала розвивати свій магічний потенціал. Спочатку батьки з острахом ставилися до незвичних умінь доньки. Проте коли вона вступила до школи Гоґвортс, стали пишатися донькою-чаклункою. На відміну від них, сестра Петунія заздрила Лілі.
Першим, хто розповів дівчинці про магічний світ, став сусідський хлопчик Северус Снейп, що помітив її магічні здібності, але довгий час соромився підійти до дівчинки. Зрештою, вони познайомилися, затоваришували. Снейп розповідав Лілі про Гоґвортс, Азкабан, Міністерство магії. Також ділився із нею своїми домашніми проблемами. Лілі підтримувала Северуса, давала поради.

## У Гоґвортсі
Сортувальний капелюх розподілив друзів по різних гуртожитках: Снейп потрапив, як і хотів, до Слизерину, у який потрапляли лише чистокровні чаклуни, що прагнули вивчати Темну магію. А Лілі потрапила у Ґрифіндор.
У школі була здібною ученицею. Особливо вдавалося зіллєваріння (вчитель Горацій Слизоріг ще довго згадував Лілі як одну зі своїх найкращих учениць).
Деякий час продовжувала товаришувати зі Снейпом. Проте він знайшов собі нових друзів, які з часом стали Смертежерами, і не залишив свого захоплення Темними мистецтвами. Лілі також знаходить нових друзів, які не розуміють, чому вона розмовляє із похмурим хлопцем зі Слизерину. Лілі подобається Джеймсові Поттеру, який починає ворожнечу зі Снейпом через неї. Зрештою, Снейп називає Еванс бруднокровкою, після чого Лілі каже, що їм більше нема про що спілкуватися. На сьомому курсі навчання починає зустрічатися з Джеймсом Поттером.

## Доросле життя
Після закінчення школи одружується із Джеймсом Поттером. Дружбою на їх весіллі був найкращий друг Джеймса Сіріус Блек. Лілі разом із чоловіком вступила до Ордену Фенікса для того, щоб підтримувати Албуса Дамблдора у війні проти Лорда Волдеморта. Тричі Лілі та Джеймсові вдавалося уникати смерті від руки Темного Лорда.
Проте якось Дамблдор дізнався про пророцтво Сивіли Трелоні, зрозумівши, що тепер Волдеморт намагатиметься знищити Гаррі Поттера, він повідомив про це подружжя Поттерів. Вони заховалися від Волдеморта за допомогою Закляття Довіри. Їх тайнохоронцем став Пітер Петігру, який потім зрадив Поттерів, розкривши таємницю Волдеморту. Лілі за таких вимушених обставин почуває себе краще, ніж Джеймс, оскільки повністю зайнята малим сином Гаррі, що може перевернути весь будинок шкереберть.

## Загибель
Був тихий вечір Гелловіну, який порушував лише дитячій гамір за вікном. Раптом подружжя почуло, як хтось увійшов у хвіртку. Джеймс вибіг із будинку, а Лілі почула: «Лілі, бери Гаррі й тікайте! Це він!». Подружжя не було готове до нападу, тому Лілі тікала нагору навіть без чарівної палички. Там вона намагалася забарикадуватися, проте потім почула, як впав без духу її чоловік, а Волдеморт йшов до неї. Тоді вона поклала сина до ліжечка, а сама закрила Гаррі від Темного Лорда.
Волдеморту вдалося вбити беззахисну Лілі Поттер. Проте її материнська любов стала настільки великою силою, що змогла врятувати найдорожче, що в неї залишилося — Гаррі. Волдеморт завжди недооцінював таку силу, як любов, тому пізніше здатність любити стала головною перевагою Гаррі Поттера.